# Fritz Neuhaus (Maler)
Karl August Friedrich („Fritz“) Neuhaus (* 3. April 1852 in Elberfeld (heute Stadtteil von Wuppertal); † 5. September 1922 in Düsseldorf) war ein deutscher Genre- und Historienmaler der Düsseldorfer Schule.

## Leben

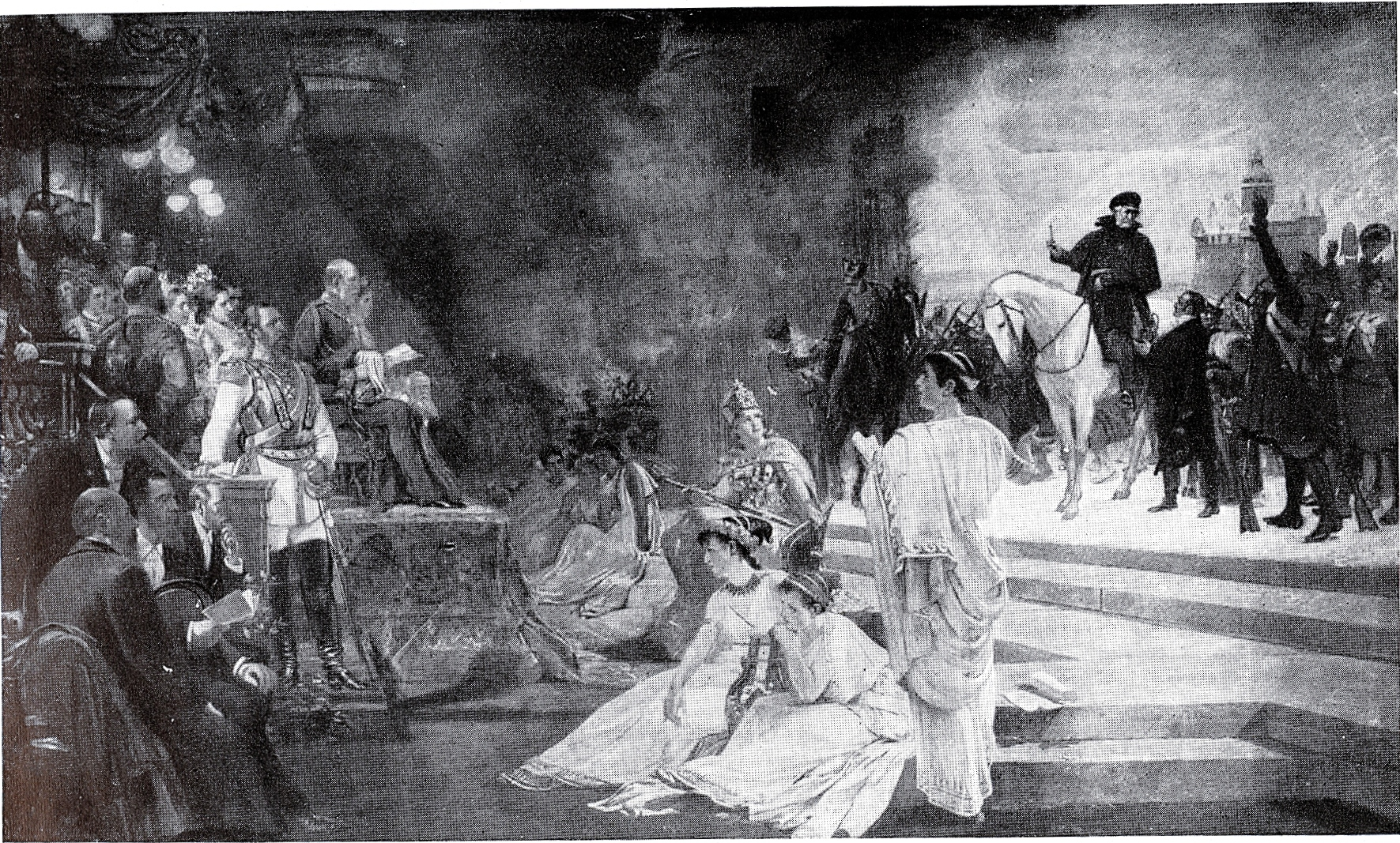
Festspiel vor Kaiser Wilhelm I. im Malkasten am 6. September 1877, Wandgemälde im Ratssaal des Düsseldorfer Rathauses, 1892–1896, Darstellung des Kaisers und seiner Entourage im Malkasten-Haus bei der Aufführung eines Tableau vivant von Karl Hoff nach Wilhelm Camphausens Gemälde Blüchers Rheinübergang bei Kaub

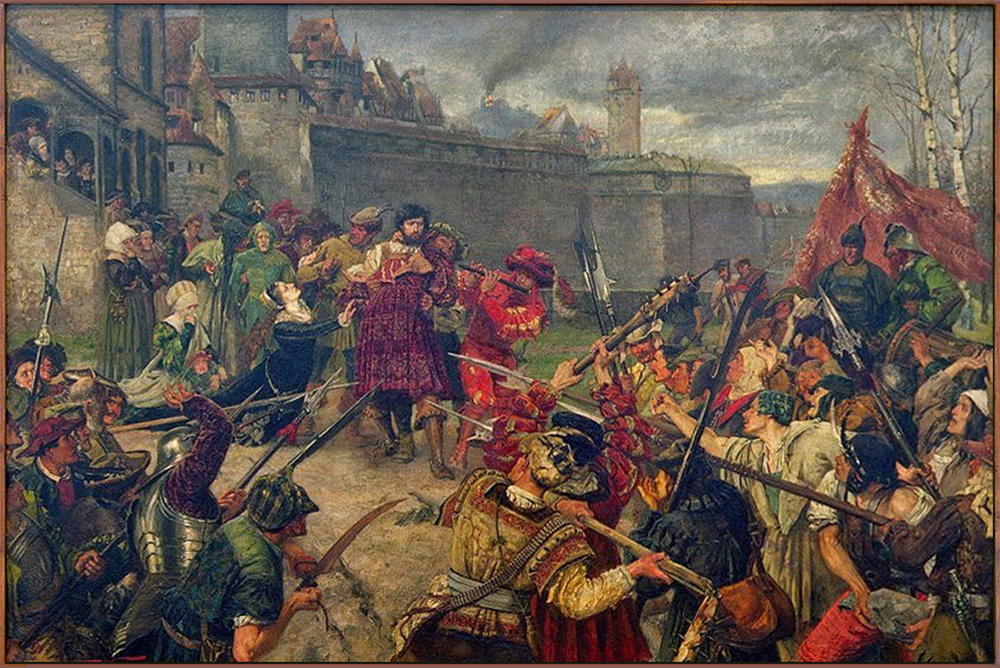
Die Ermordung des Grafen Helfenstein, 1879

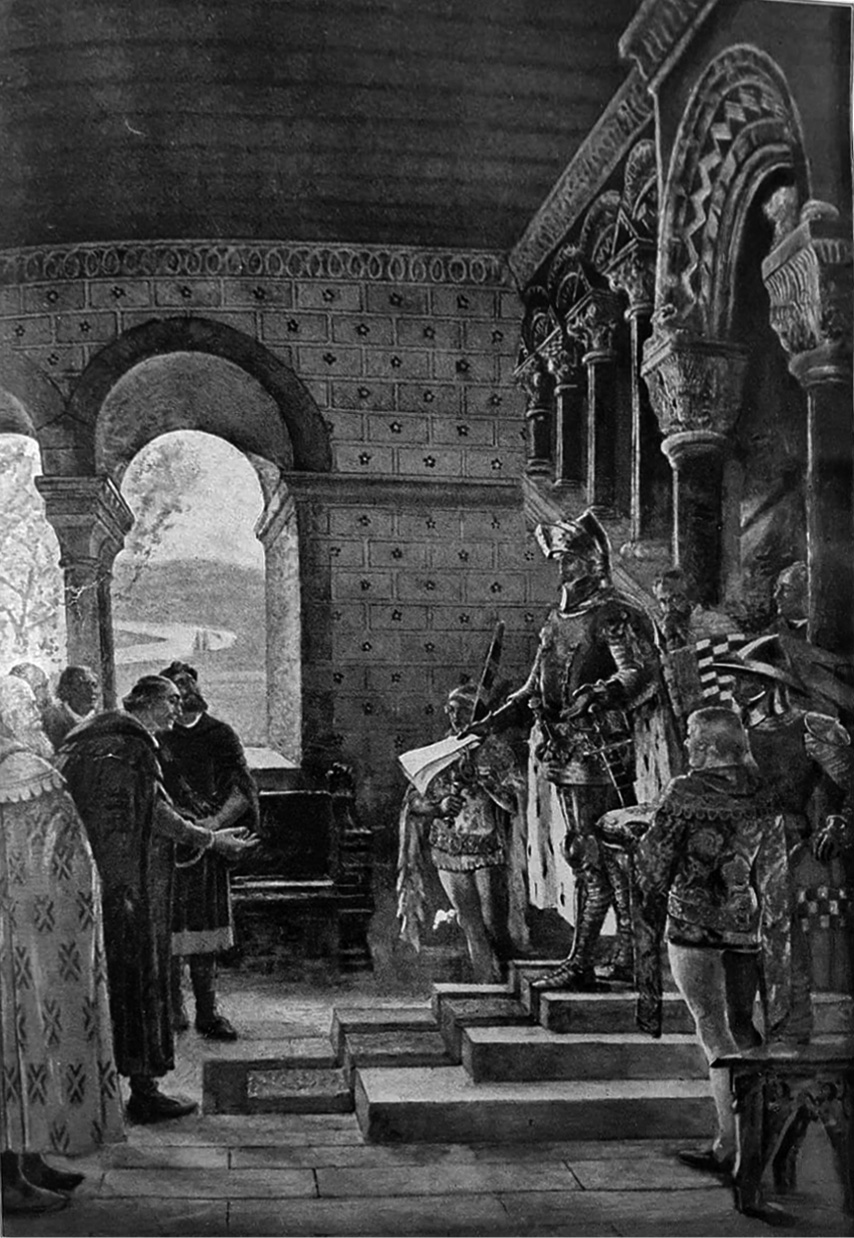
Verleihung der Bochumer Stadtrechte auf der Burg Blankenstein im Jahr 1321 durch Engelbert II. von der Mark, 1895, Gemälde im Bochumer Ratssaal

Neuhaus, Sohn von Johann Friedrich Neuhaus und Mathilde de Wejs, wuchs in weniger begüterten Verhältnissen in Elberfeld auf. Nach einer Lehre bei einem Lithografen in Barmen besuchte er von 1873 bis 1880 die Kunstakademie Düsseldorf, wo er zunächst bei Eduard Gebhardt, dann bei Wilhelm Sohn die Malklassen besuchte.
1878 debütierte er mit dem Bild Aschermittwoch auf der Berliner Ausstellung. Zu dieser Zeit hatte er sein Atelier im Wunderbau in der Pempelforter Straße. Am 25. November 1880 heiratete er Bertha Amalie Georgine Zilcher aus Witzenhausen, die Tochter des dortigen Metropolitans Carl Alexander Wilhelm Zilcher (* 1810). Im Herbst 1881 weilte er in Rom.
Ab 1884 war er Lehrer für figurales Zeichnen und Malen an der Kunstgewerbeschule Düsseldorf und unterhielt dort auch sein Atelier. Ende der 1880er Jahre konnte er sich eine Wohnung im großbürgerlichen Stadthaus Inselstraße 26 am Düsseldorfer Hofgarten leisten. 1892 beteiligte er sich an dem Wettbewerb zur Ausmalung des Düsseldorfer Rathaussaales. Sein Entwurf belegte den dritten Platz und wurde ab 1894 auf einer Schmalseite des Saals realisiert. Das im Zweiten Weltkrieg zerstörte Wandgemälde zeigte eine Theaterszene vom Kaiserfest, dem Festspiel zu Ehren Kaiser Wilhelms I. im Künstlerverein Malkasten.
1898 wurde Neuhaus der Titel Professor verliehen. Anfang 1900 wohnte er in der Rosenstraße 52, 1912 zog er in das neu erbaute Haus Prinz-Georg-Straße 96. Der Sohn Carl Neuhaus, von Beruf Kunstbildhauer, verblieb in der Rosenstraße. Der Sohn Fritz Berthold Neuhaus, der ein Tier- und Landschaftsmaler wurde, ließ sich in Hamborn nieder.
Wie etwa auch Theodor Rocholl und Johann Peter Theodor Janssen zählte Neuhaus zu den besonders „kaisertreuen“ Vertretern und des Wilhelminismus in der Düsseldorfer Kunst. Außer dem Künstlerverein Malkasten gehörte er der Allgemeinen Deutschen Kunstgenossenschaft an.

## Werke (Auswahl)
- Aschermittwoch, 1878
- Die Ermordung des Grafen Helfenstein (Szene aus dem Bauernkriege, Der Bauernkrieg), 1879[19][20]
- Des Prinzen erster Ritt, 1880
- König Friedrich Wilhelm I. von Preußen begegnet einem Zug Salzburger Emigranten, 1882
- Der Große Kurfürst im Haag, 1884
- Der junge Despot, 1886, ausgestellt auf der Münchener Jubiläumsausstellung 1888 im Glaspalast und auf der World’s Columbian Exposition 1893[21]
- Der barmherzige Samariter, 1887
- Die Erschießung der Schill’schen Offiziere, 1888, Preußen-Museum Wesel
- Marschall Vorwärts (Gebhard Leberecht von Blücher), 1891
- Festspiel vor Kaiser Wilhelm I. im Malkasten am 6. September 1877 (Besuch Kaiser Wilhelms I. beim Malkasten), Entwurf 1892, Ausführung 1894–1896
- Verleihung der Stadtrechte auf Burg Blankenstein, 1895, Gemälde im Ratssaal Bochum
- Huldigung der Industrie vor den Hohenzollern, 1896–1898, Gemälde im Ratssaal Bochum
- Ankommende Flüchtlinge in winterlicher Stadt, 1898
- Apotheose, 1898–1901, Gemälde im Ratssaal Bochum[22][23]